# Étienne Fabre
Pour les articles homonymes, voir Fabre.
Étienne Fabre, né le 5 août 1996 à Rodez et mort le 10 décembre 2016 à École dans le Massif des Bauges,, est un coureur cycliste français, dont la carrière prometteuse a été interrompue par un accident de montagne.  

## Biographie
Étienne Fabre a débuté au vélo-club de Rodez. Il est devenu membre de l'équipe Chambéry CF en 2014, puis stagiaire au sein de l'équipe AG2R La Mondiale en 2016. Il était par ailleurs étudiant à l' INSA Lyon. Lors d'une randonnée dans le Massif des Bauges, il fait une chute mortelle dans un couloir, entre la Pointe des Arlicots et le Grand Parra. Ses obsèques ont été célébrées à Campuac. Plusieurs hommages ont été rendus à ce jeune espoir du cyclisme.

## Palmarès
- 2012
  - 3e du championnat de France sur route cadets
- 2013
  - Tour du Pays d'Olliergues
  - 3e étape du Trophée Centre Morbihan
- 2014
  - Bizkaiko Itzulia :
    - Classement général
    - 3eet 4eb (contre-la-montre) étapes
- 2015
  - 3e étape du Circuit de Saône-et-Loire
  - 2e étape du Tour de la CABA (contre-la-montre par équipes)
  - 3e du Tour de la CABA
- 2016
  - Tour du Charolais
  - Circuit des Quatre Cantons
  - 3e étape du Tour de Mareuil-Verteillac-Ribérac
  - 2e du Tour de Mareuil-Verteillac-Ribérac
  - 2e du Grand Prix de la ville de Nogent-sur-Oise
  - 3e du Grand Prix de Saint-Étienne Loire

## Mémoire et hommages
- Une bourse « cyclisme et études », le Prix Étienne-Fabre est remis depuis 2017 afin de soutenir de jeunes cyclistes et para-cyclistes qui poursuivent des études supérieures[10].

- Un square porte son nom à Rodez, sa ville de naissance[11],[12].